# ドルー・ド・ヴェクサン
ドルー・ド・ヴェクサン（Dreux de Vexin, 996年 - 1035年）は、ヴァロワ伯およびヴェクサン伯（在位：1027年 - 1035年）。

## 生涯
ヴァロワ・ヴェクサンおよびアミアン伯ゴーティエ2世とその妻アデルの長男として生まれた。父ゴーティエ2世は1017年から1024年の間に死去し、ヴェクサンとアミアンはドルーが、ヴァロワは弟ラウル3世がそれぞれ継承した。マントを本拠地としたため、ドルー・ド・マントとも呼ばれる。1035年に聖地への巡礼中に亡くなったと伝えられている。

## 結婚と子女
ドルーは、イングランド王エゼルレッド2世とその2番目の妃エマ・ド・ノルマンディーの娘で、エドワード懺悔王の姉妹ゴーダ（ゴドギフ）と結婚し、以下の子女をもうけた。
- ゴーティエ3世（1020年頃 - 1063年） - ヴェクサン伯、アミアン伯、メーヌ伯
- ラウル（ラルフ）（1057年没） - ヘレフォード伯
- フルク2世（1058年没） - アミアン司教